# 트리니티 교회 (보스턴)

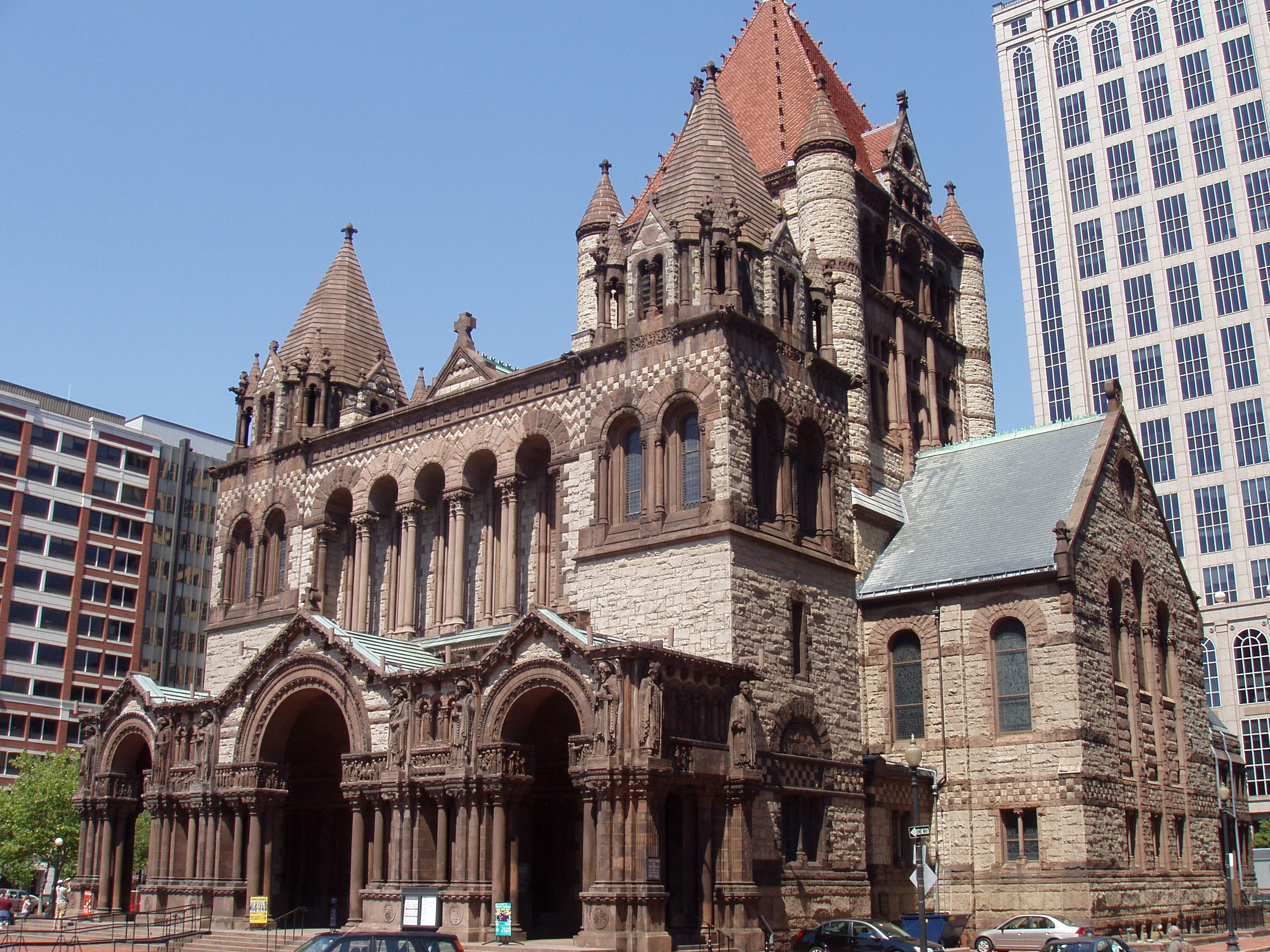
트리니티 교회

트리니티 교회(Trinity Church)는 보스턴에 위치한 교회이다.